# Claudiaplatz

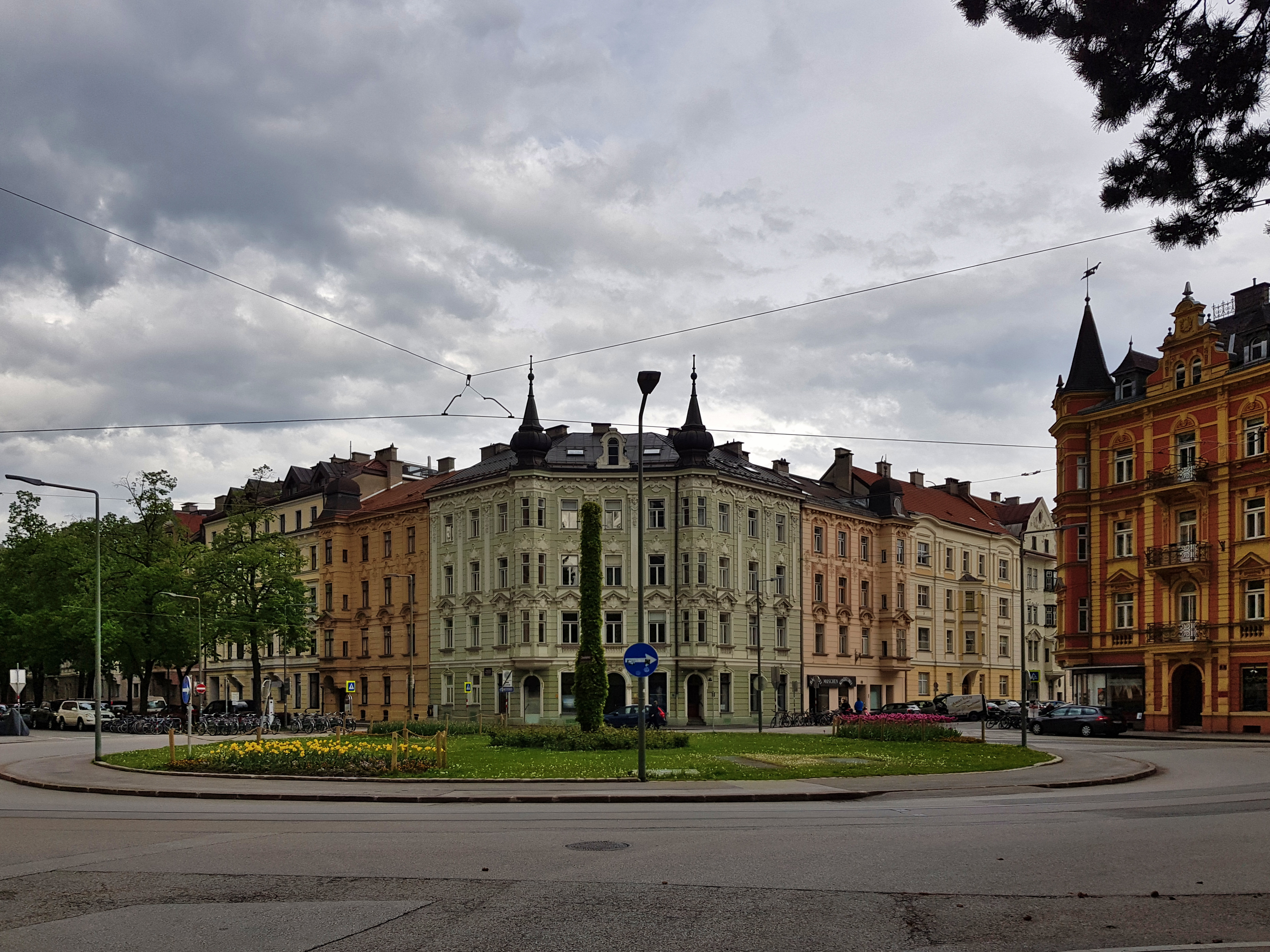
Claudiaplatz Richtung Osten

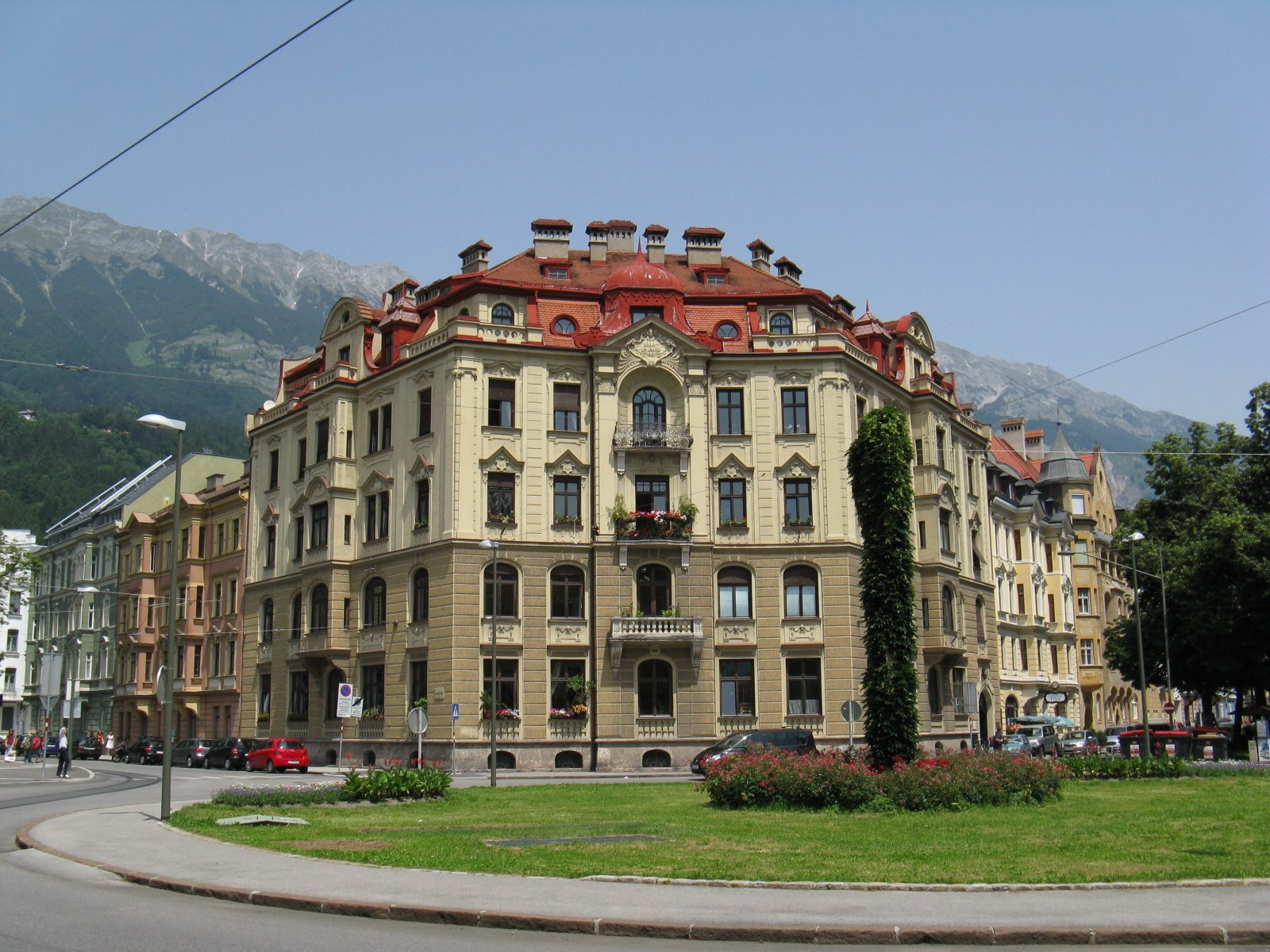
Claudiaplatz Richtung Norden, Haus Kaiser-Franz-Joseph-Straße 1

Der Claudiaplatz ist ein Platz im Innsbrucker Stadtteil Saggen. Wie die gleichnamige einmündende Straße ist er nach Claudia de’ Medici benannt, die von 1632 bis 1646 Landesfürstin von Tirol war. Von 1930 bis 1945 hieß er Hindenburgplatz nach dem deutschen Reichspräsidenten Paul von Hindenburg.
Der 1898 im Zuge der Bebauung des Saggen angelegte runde Platz befindet sich im Zentrum des Stadtteils an der Grenze zwischen dem locker bebauten Villenviertel („Villensaggen“) im Westen und der dichteren Blockrandbebauung („Blocksaggen“) im Osten. Fünf Straßen münden asymmetrisch in den Platz ein. Diese sind im Uhrzeigersinn von Süden Claudiastraße, Elisabethstraße, Conradstraße, Kaiser-Franz-Joseph-Straße und Schillerstraße. In der Mitte des Platzes befindet sich eine runde Grünfläche, der Fahrzeugverkehr und die Straßenbahn werden im Kreisverkehr herumgeführt. Am Rand des Platzes in der Kaiser-Franz-Joseph-Straße (stadtauswärts) bzw. in der Conradstraße (stadteinwärts) befindet sich die Haltestelle Claudiaplatz.
Die fünf an den Platz angrenzenden Zwickelgrundstücke wurden zwischen 1898 und 1902 mit repräsentativen Wohnhäusern über trapezförmigen bzw. polygonalen Grundrissen erbaut. Der aus dem Rheinland stammende Immobilienspekulant Heinrich Boos ließ die drei Häuser Claudiaplatz 1 (1898), Claudiaplatz 2 (1900/01) und Elisabethstraße 11 (1900/02) von den Innsbrucker Baumeistern A. Kohnle bzw. Johann Huter erbauen. Das in der Sichtachse der aus Richtung Innenstadt kommenden Claudiastraße befindliche Haus Kaiser-Franz-Joseph-Straße 1 wurde vom Münchner Architekten Ludwig Lutz besonders aufwändig gestaltet. Charakteristisch für die vier Gebäude sind die mit Türmchen, Gauben, Giebeln und Erkern betonten Gebäudekanten und Mittelachsen. Anders als diese vier historistischen Bauten weist das 1901/02 errichtete Haus Claudiaplatz 3 Elemente des Heimatstils auf.